# San Pedro Abajo 2da. Sección
San Pedro Abajo 2da. Sección är en ort i kommunen Temoaya i delstaten Mexiko i Mexiko. Samhället, en avknoppning från huvudorten San Pedro Abajo, hade 392 invånare vid folkräkningen 2020.